# Bryher
Bryher är en ö och en civil parish i Storbritannien.   Den ligger i Scillyöarna och riksdelen England, i den södra delen av landet, 500 km väster om huvudstaden London. Arean är 1,8 kvadratkilometer.